# Fondation Le Corbusier
La Fondation Le Corbusier, située au 8-10, square du Docteur-Blanche, dans le 16e arrondissement de Paris, est une fondation privée, créée en 1967, qui promeut et défend l'œuvre de l'architecte Le Corbusier et détient de nombreuses archives.

## Fonctions
La Fondation Le Corbusier est légataire de la totalité des biens de l'architecte, mobiliers et immobiliers, conformément à son vœu de 1949 officialisé en 1960. Elle conserve la plus grande partie des dessins, études et plans originaux de Le Corbusier, notamment effectués en collaboration avec Pierre Jeanneret de 1922 à 1940, ainsi qu'une importante collection d'archives écrites et photographiques.
Elle possède et gère les villas Jeanneret-Raaf et La Roche, l'appartement occupé par Le Corbusier de 1933 à 1965 au 24, rue Nungesser-et-Coli à Paris 16e et la maison qu'il construisit pour ses parents à Corseaux sur les rives du lac Léman, ouverts au public à l'exception de la villa « Jeanneret-Raaf », qui accueille le siège de la Fondation. Elle abrite aussi le centre de recherches de la Fondation, ouvert à tous sur rendez-vous.
L'institution est également partie prenante du projet en faveur de la préservation de la péniche parisienne Louise-Catherine de Madeleine Zillhardt, réaménagée par Le Corbusier en 1929 pour l'Armée du Salut.

## Siège
Depuis 1970, elle est installée dans les villas Jeanneret-Raaf et La Roche, situées respectivement au 8 et 10, square du Docteur-Blanche, qui, toutes deux construites de 1923 à 1925 par Le Corbusier et Pierre Jeanneret, font l'objet d'un classement au titre des monuments historiques, depuis le 28 novembre 1996,.
La villa Jeanneret-Raaf accueille les bureaux de la fondation ainsi qu'une bibliothèque. La villa La Roche, qui a fait l'objet d'une restauration en 2008 et 2009, seule se visite et présente des collections de peintures, sculptures et du mobilier.

## Archives de Le Corbusier
La Fondation Le Corbusier est légataire des archives de Le Corbusier. Elle possède nombre de ses dessins (8 000), études et plans originaux (35 000) et plus de 400 000 documents d’archives, 15 000 photographies. Elle possède une partie de son œuvre plastique (désormais accessible en ligne) : peintures, sculptures, gravures, émaux ou encore tapisseries.
Les archives de Le Corbusier sont ouvertes à tous, sur rendez-vous : cela fait partie des missions de la Fondation. Les archives servent aux chercheurs confirmés, aux étudiants, aux architectes. Elles permettent d'éclairer des projets architecturaux ou des pans de la vie de Le Corbusier, comme cela a été le cas lors des polémiques à son égard.

## Inscription au patrimoine mondial l'UNESCO
La fondation est impliquée dans la candidature de plusieurs sites construits par Le Corbusier au patrimoine mondial de l'UNESCO conjointement par plusieurs pays, sous le titre de « L’œuvre architecturale et urbaine de Le Corbusier, Allemagne, Argentine, Belgique, France, Japon et Suisse ». Lors de la 33e session du comité du patrimoine mondial, celui-ci a retourné le dossier aux États afin qu'ils complètent leur dossier,.
Le dossier est de nouveau refusé en 2011 en raison d'une liste trop longue et de l'absence du complexe du Capitole de Chandigarh en Inde,.
Un nouveau dossier de candidature tenant compte des différentes remarques est déposé fin janvier 2015 par le ministère de la Culture et proposé lors de la 40e session du Comité du patrimoine mondial qui se tient à Istanbul (Turquie) du 10 au 17 juillet 2016. L'ensemble est finalement inscrit le 17 juillet 2016 sous le titre "L'Œuvre architectural de Le Corbusier, une contribution exceptionnelle au Mouvement moderne". La Fondation Le Corbusier gère le Secrétariat de la Série qui réunit 17 biens. 